# Trouble de la dépersonnalisation
 Mise en garde médicale
Le trouble de la dépersonnalisation est un trouble dissociatif dans lequel un individu éprouve de manière durable ou répétitive des sentiments de dépersonnalisation et/ou de déréalisation. Le critère diagnostic inclut des sentiments persistants ou récurrents de détachement ou d'éloignement de soi-même.
Des moments occasionnels de dépersonnalisation peuvent se produire, de fortes sensations persistantes ou récurrentes peuvent être un signe de gravité. Le diagnostic du trouble est fait lorsque la dissociation est persistante et interfère avec les fonctions habituelles et sociales. Le trouble de la dépersonnalisation peut être causé par des événements traumatisants, tels abus ou agressions sexuelles, physiques ou émotionnelles durant l'enfance ; voire accidents, guerre et torture. L'utilisation de substances psychoactives ou psychotropes est un facteur de risque. Pendant l'expérience de dépersonnalisation, l'appréciation de la réalité peut demeurer intacte.
Si ces symptômes sont considérés comme protégeant la personne de stimuli négatifs, le trouble de la dépersonnalisation peut être considéré comme un mécanisme de défense.
Ce trouble a été rebaptisé trouble de la dépersonnalisation-déréalisation dans le DSM-5. 

## Prévalence
26 à 74% des individus vivent une dépersonnalisation-déréalisation transitoire au moins une fois dans leur vie.
Environ 1 à 2% des gens souffrent d'un trouble de la dépersonnalisation-déréalisation chronique/sévère,.
Certaines de ces études semblent estimer les taux de dépersonnalisation-déréalisation sans les mélanger et comptabiliser avec d'autres troubles comme la schizophrénie, voire avec les psychoses en général. Les données et précisions manquent et le taux pourrait être sous-estimé.

## Causes
Le trouble de la dépersonnalisation est souvent comorbide avec les troubles anxieux, les peurs panique, le syndrome de stress post-traumatique, la dépression clinique, la schizophrénie, le trouble bipolaire et le trouble de la personnalité borderline. Le cannabis, l'ecstasy et d'autres substances psychoactives peuvent également en être responsables. La dépersonnalisation est un trouble en prise directe avec la structuration subjective des sujets, elle est le produit d'une mise à mal de l'équilibre qui régit la structure psychopathologique d'une personne .

## Critères
Les critères diagnostiques sont définis dans la section 300.6 du Manuel diagnostique et statistique des troubles mentaux et incluent :
- Expérience prolongée ou récurrente d'un sentiment de détachement et d'une impression d'être devenu un observateur extérieur de son propre fonctionnement mental ou de son propre corps (ex. impression de rêver).
- Le principe de réalité n'est pas altéré durant la dépersonnalisation.
- La dépersonnalisation s'accompagne de difficultés au travail, ou dans l'exercice des fonctions vitales ou sociales.
- La dépersonnalisation ne survient pas seulement lorsque l'individu est affecté par un autre trouble mental, et n'est pas directement associée à une prise de substances psychoactives/psychotropes.

Le DSM-IV-TR reconnait spécifiquement d'autres causes du trouble :
- Déréalisation, expérience d'un monde externe étrange ou irréel.
- Macropsie ou micropsie, une altération dans la perception de la taille ou volume des objets.

## Traitements
Les traitements peuvent entraîner une amélioration du trouble. Soit sous forme de diminution soit sous forme de guérison. Les anti dépresseurs ou les anxiolytiques peuvent être utilisés mais peuvent empirer les symptômes c’est pourquoi les médecins doivent être vigilants vis à vis des doses .
La stimulation magnétique transcrânienne répétitive et les antagonistes opioïde Naloxone et Naltrexone sont efficaces contre ce trouble,,,.